# 达明·伯勒斯
达明·伯勒斯（英語：Damien Burroughs，1978年10月28日—），澳大利亚男子田径运动员。他曾代表澳大利亚参加1996年、2000年和2004年夏季残疾人奥林匹克运动会田径比赛，其中1996年夏季残奥会获得一枚金牌。